# Gao Fenghan

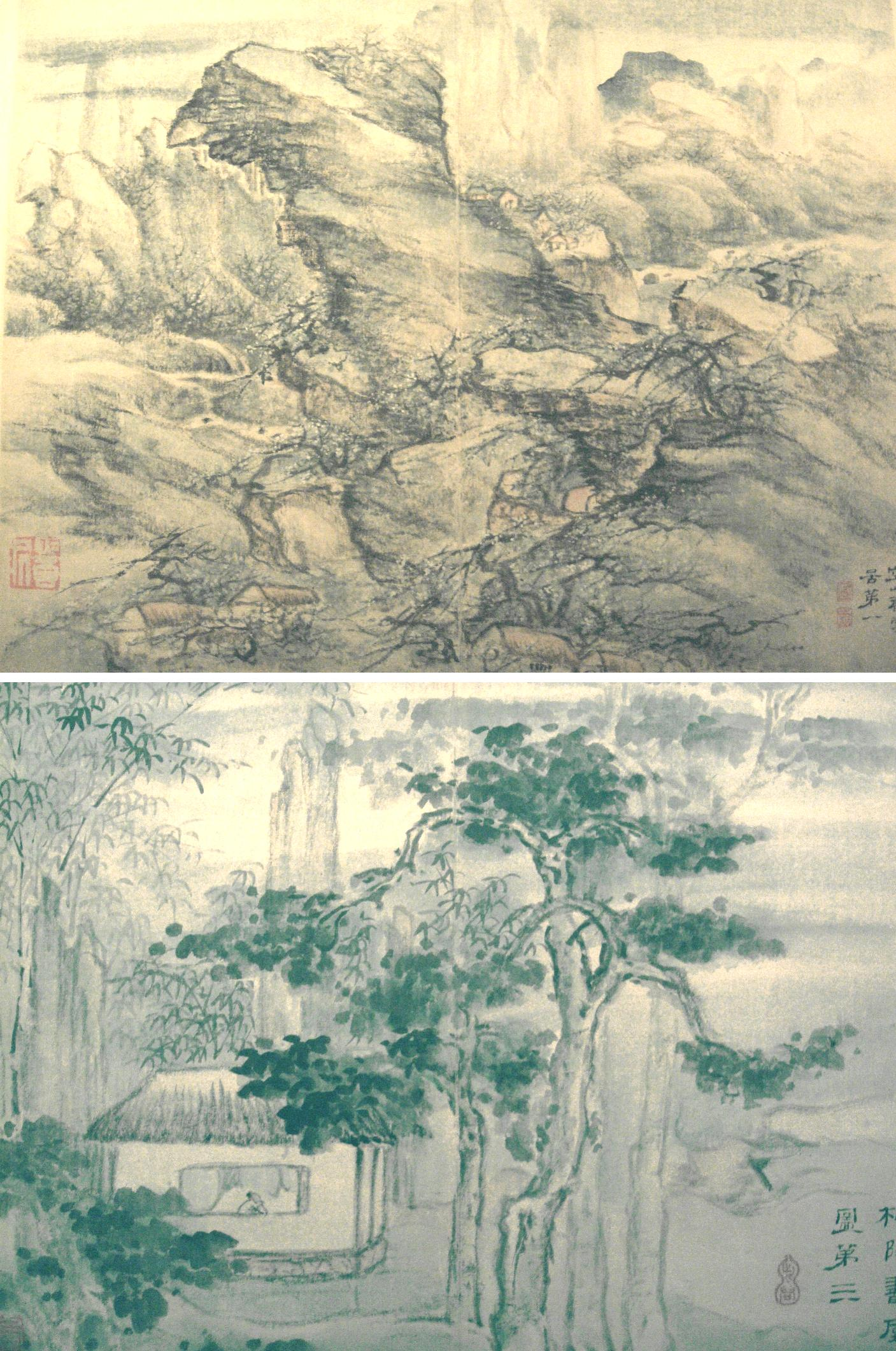
autor:Gao Fenghan, (part superior):Flor de neu fragant a la muntanya deserta, (part inferior): Estudi a l'ombra de l'arbre wutong (Firmiana simplex), Museum of East Asian Art, Dahlem

Gao Fenghan (xinès simplificat: 高凤翰; xinès tradicional: 高鳳翰; pinyin: Gāo Fènghàn) fou un pintor, poeta, tallista de segells per a tinta sota la dinastia Qing i funcionari nascut el 1683 i mort més enllà del 1747 (¿ amb data 1749?). Era originari de la província de Shandong.

## Obra pictòrica
Vinculat a l'”Escola de Pintura de Yangzhou” i se'l considera, amb certa reticència, com un dels “Yangzhou baguai” (“Vuit excèntrics de Yangzhou”), col·lectiu caracteritzat per la seva poca ortodòxia i pel seu individualisme. Essent funcionari, arran d'una acusació de corrupció, va ser internat en un monestir i per lesions i l'artritis no va poder pintar amb la seva mà dreta i ho va fer amb l'esquerra però la seva producció, a partir d'aquell canvi, mostrava irregularitats. Actualment, Gao Fenghan se l'ha revalorat i les seves obres estan molt cotitzades (com es pot comprovar en les darreres subhastes).
Obres seves s'exhibeixen als següents museus:
- Allen Art Museum at Oberlin College, Ohio (“Pi i roca”, “Paisatge de Primavera amb llogarret”, “Pins en cims sobre els núvols”, “Penya-segat a l'Estany del Cel, Arbre de la peònia”, “Dues roques de jardí”, “Paisatge d'hivern amb pescador”, “Flor de prunera”, Bambú a la neu”, “Crisantems i roca”, “Un vell estudi sota l'ombre d'arbres de paulònia” i “Cinc roques de jardí”.)
- http://www.oberlin.edu/amam/
- Cleveland Museum of Art, Ohio
  - http://www.clevelandart.org/art/collections?type=refresh&csearch=Artist%20/%20Maker%3AGao%20Fenghan Arxivat 2015-09-23 a Wayback Machine.
- Santa Barbara Museum of Art, California(“Impressió de les muntanyes Jin i Jiao”)
  - http://www.sbmuseart.org/collection/asian.web Arxivat 2014-04-17 a Wayback Machine.
- Museum für Ostasiatische Kunst, Berlin
  - http://www.smb.museum/museen-und-einrichtungen/museum-fuer-asiatische-kunst/home.html
- Museu Britànic de Londres
  - http://www.britishmuseum.org/explore/highlights/highlights_search_results.aspx?RelatedId=12099